# Kent (marca)

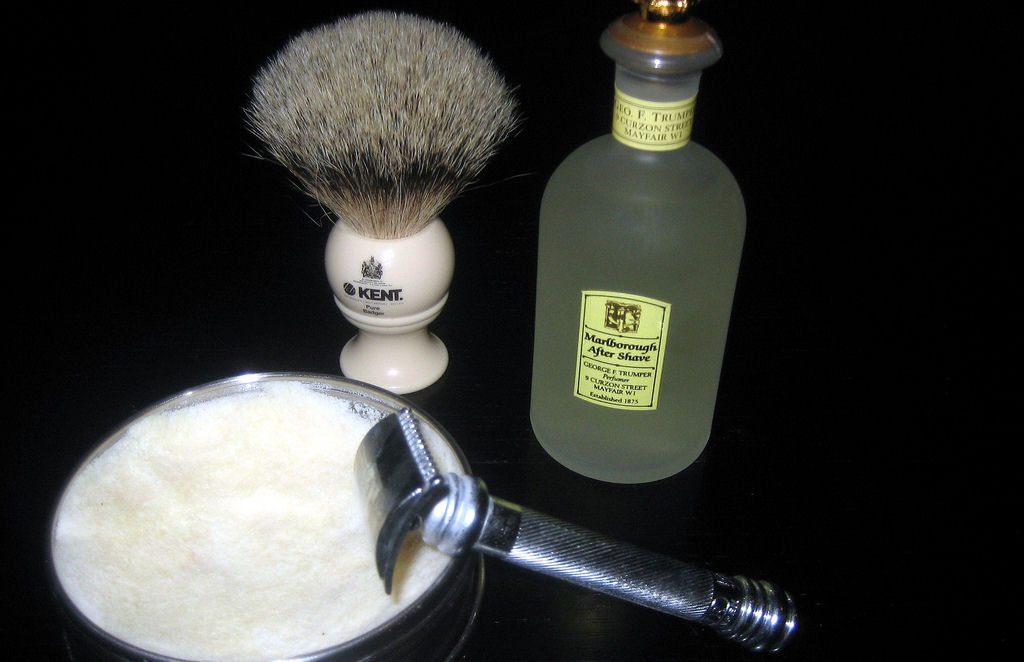
Brocha de afeitar Kent junto a otros productos de afeitado

G.B. Kent & Sons Ltd, popularmente conocido simplemente como Kent, es una empresa de Inglaterra que fabrica brochas de afeitar, brochas para el cabello, brochas de maquillaje, cepillos de dientes, peines, entre otros artículos. Fundada en 1777, es una de las empresas más antiguas del Reino Unido.

## Historia
La empresa la fundó William Kent durante el reinado de Jorge III del Reino Unido en 1777. Kent mantiene un lugar preeminente en la historia de la fabricación de brochas, con un récord invicto en la calidad de su producción con lo cual se ha ganado la autorización real durante nueve reinados.
La empresa continuó en manos de la familia Kent durante seis generaciones, hasta que en 1932 los últimos tres hermanos de la familia Kent fallecieron y Mr Eric L.H Cosby, propietario de Cosby Brushes Ltd se asoció con G.B. Kent & Sons. Fue aquí cuando se abrió un nuevo capítulo en la historia de Kent y desde entonces la empresa ha estado la dirección de la familia Cosby.

## Kent en la actualidad
La compañía continúa hasta hoy el trabajo y la calidad sin precedentes que le dio su a Kent su prestigio. Aún en la vida ajetreada de nuestros días y la fabricación en masa, Kent tiene el orgullo de seguir produciendo sus brochas a mano manteniendo los métodos de fabricación tradicionales.